# Tout sur les mormons
Tout sur les mormons (All About Mormons en version originale) est le douzième épisode de la septième saison de la série animée South Park, ainsi que le 108e épisode de l'émission.

## Synopsis
Il y a un nouveau à l'école : Gary. Alors qu'il doit se bagarrer avec lui, Stan devient son ami et découvre alors l'histoire de Joseph Smith.

## Célébrité
Joseph Smith

## Erreurs
Quand Gary présente sa famille à Stan, il mentionne sa sœur aînée du nom de Jenny. Quand Marc, le grand-frère de Gary, félicite l'histoire de Jenny, il l'appelle Sarah.